# Hrabstwo Kings (Kalifornia)
Hrabstwo Kings (ang. Kings County) – hrabstwo w stanie Kalifornia w Stanach Zjednoczonych. Obszar całkowity hrabstwa obejmuje powierzchnię 1391,49 mil² (3603,94 km²). Według szacunków United States Census Bureau w roku 2009 miało 148 764 mieszkańców.
Hrabstwo powstało w 1893 roku. Na jego terenie znajdują się:
- miejscowości – Avenal, Corcoran, Hanford, Lemoore
- CDP – Armona, Grangeville, Hardwick, Home Garden, Kettleman City, Lemoore Station, Stratford,